# Cadre-71/2-Europameisterschaft 1971

Logo CEB (ausrichtender Verband)

Veranstaltungsort: Valkenburg

Die Cadre-71/2-Europameisterschaft 1971 war das 25. Turnier in dieser Disziplin des Karambolagebillards und fand vom 29. April bis zum 2. Mai 1971 in Valkenburg in der niederländischen Provinz Limburg  statt. Es war die fünfte Cadre-71/2-Europameisterschaft in den Niederlanden.

## Geschichte
Im niederländischen Valkenburg holte sich der belgische Allrounder Raymond Ceulemans seinen vierten EM-Titel im Cadre 71/2. Damit zog er mit seinem Landsmann Emile Wafflard, der 1961 in das Profilager gewechselt war, an Titeln gleich. Durch Léo Corin gab es den vierten belgischen Doppelsieg in dieser Cadredisziplin bei Europameisterschaften. Der spanische Ex-Europameister José Gálvez wurde Dritter. Da der deutsche Meister Dieter Müller und auch der Vizemeister Klaus Hose aus beruflichen Gründen kurzfristig die Meisterschaft absagen mussten, wurde Günter Siebert nachgemeldet. Ohne die nötige Vorbereitung reichte es für ihn aber nur zum achten, und damit letzten Platz im Klassement.

## Turniermodus
Hier wurde im Round Robin System bis 300 Punkte gespielt. Es wurde mit Nachstoß gespielt. Damit waren Unentschieden möglich.
Bei MP-Gleichstand wird in folgender Reihenfolge gewertet:
1. MP = Matchpunkte
2. GD = Generaldurchschnitt
3. HS = Höchstserie

## Abschlusstabelle
| MP    | Match Points (Sieger = 2; Unentschieden = 1; Verlierer = 0) |
| Pkte. | Erzielte Karambolagen                                       |
| Aufn. | Benötigte Versuche                                          |
| GD    | Generaldurchschnitt                                         |
| BED   | Bester Einzeldurchschnitt eines Spielers                    |
| HS    | Höchstserie                                                 |
|       | Bester GD des Turniers                                      |
|       | Bester ED des Turniers                                      |
|       | Beste HS des Turniers                                       |
|       | 1. Platz (Gold)                                             |
|       | 2. Platz (Silber)                                           |
|       | 3. Platz (Bronze)                                           |

| Platz                      | Name              | MP   | Pkte. | Aufn. | GD    | BED    | HS  |
| -------------------------- | ----------------- | ---- | ----- | ----- | ----- | ------ | --- |
| 1                          | Raymond Ceulemans | 12:2 | 2066  | 36    | 57,38 | 150,00 | 283 |
| 2                          | Léo Corin         | 12:2 | 1866  | 67    | 27,85 | 42,85  | 175 |
| 3                          | José Gálvez       | 9:5  | 1876  | 53    | 35,39 | 60,00  | 179 |
| 4                          | Jean Bessems      | 8:6  | 1617  | 47    | 34,25 | 50,00  | 247 |
| 5                          | Hans Vultink      | 8:6  | 1702  | 57    | 29,85 | 60,00  | 196 |
| 6                          | Roland Dufetelle  | 5:9  | 1526  | 58    | 26,31 | 50,00  | 193 |
| 7                          | Johann Scherz     | 2:12 | 1525  | 78    | 19,55 | 37,50  | 142 |
| 8                          | Günter Siebert    | 0:14 | 874   | 60    | 14,56 | –      | 110 |
| Turnierdurchschnitt: 28,60 |                   |      |       |       |       |        |     |